# André-Jean Godin
André-Jean Godin, né le 11 juillet 1900 à Alger et mort le 27 août 1989 à Paris, est un haut fonctionnaire français, résistant (il est Compagnon de la Libération) et homme politique français.

## Biographie
Il est le fils de Pierre Godin (1877-1954), un haut fonctionnaire ayant commencé sa carrière en Algérie, sous-préfet en Algérie puis en métropole, préfet et directeur du cabinet civil de Georges Clemenceau en 1917 puis après la Première Guerre mondiale, conseiller de Paris et un temps président du Conseil municipal et magistrat à la Cour des comptes. André-Jean Godin entre lui-même dans l'administration après des études de droit et d'économie. Après avoir occupé plusieurs fonctions au sein du ministère des finances, il devient attaché au cabinet d'Henry Bérenger, président de la Commission des finances du Sénat.
Chef de cabinet du directeur général des finances du Maroc de 1926 à 1928, il enseigne aussi à l'école de droit de Rabat.
Il entre alors dans l'administration préfectorale, avec un intermède comme chef de cabinet d'André Tardieu quand celui-ci est ministre de l'intérieur (1928-1930).
Mobilisé en 1940, il se trouve à Vichy au moment du vote des pleins-pouvoirs au maréchal Pétain et intervient auprès de ses connaissances parlementaires pour contester le défaitisme de ce dernier. Retrouvant ensuite un poste à la préfecture de police de Paris, il participe à la mise en place d'un réseau de renseignement à l'intérieur de la police parisienne au service du général de Gaulle.
Relevé de ses fonctions en octobre 1941, il entre en clandestinité et participe aux activités du BCRA. Chef de la zone nord du réseau Ajax à la fin de la guerre, il prend le secrétariat général de la préfecture de police au moment de l'insurrection parisienne d'août 1944.
Décoré de la croix de guerre, fait commandeur de la légion d'honneur et Compagnon de la Libération (par décret du 12 juin 1945), il s'engage en politique en se réclamant du gaullisme.
Candidat malheureux au titre du parti radical lors de l'élection de la première constituante dans la Somme en 1945, il est élu l'année suivante sous l'étiquette du RGR, et réélu à l'Assemblée nationale cette même année.
En 1949, il devient secrétaire de l'intergroupe RPF et quitte, l'année suivante, le parti radical.
En 1951, il est réélu député de la Somme, sous l'étiquette du RPF, et devient vice-président de l'Assemblée.
En 1956, cependant, il ne se représente que pour la forme, en dernière position d'une liste de droite soutenue notamment par le minuscule Parti républicain paysan, qui ne fait qu'un score marginal.
Il renoue alors avec la carrière administrative tout en participant à la vie publique au travers de divers mouvements de défense des contribuables. Il est notamment, à la fin des années 1970, président de l'union de défense des libertés, auprès de Pierre Poujade.

## Décorations
- Commandeur de la Légion d'honneur[réf. nécessaire]
- Compagnon de la Libération par décret du 12 juin 1945[1]
- Croix de guerre 1939–1945 (3 citations)
- Médaille de la Résistance française avec rosette par décret du 24 avril 1946[2]
- King's Medal for Courage in the Cause of Freedom (GB)[réf. nécessaire]